# エリック・ザ・バイキング/バルハラへの航海
『エリック・ザ・バイキング/バルハラへの航海』（原題：Erik the Viking）は、1989年制作のイギリス・スウェーデンのアドベンチャー映画。
北欧神話を基に1人のヴァイキングの旅と冒険を描くファンタジー・アドベンチャー映画。テリー・ジョーンズが自作の児童文学The Saga of Erik the Vikingを原作に自ら監督して映画化、ティム・ロビンス主演。関根勤も出演している。関根は同作で日本人のコメディアンを募集していると知り、『モンティ・パイソン』の大ファンだったため、自ら出演を志願したという。

## あらすじ
“神々の黄昏”と呼ばれる長い冬の時代に入っている北欧。エリックはノルウェーを拠点とする海賊の一味として、仲間たちと共に村を襲っては殺人や暴行、略奪を繰り返していた。
ある時、エリックは仲間たちと共にある村を襲った際、1人の女性を誤って殺してしまう。このことで海賊としての生き方に疑問を持ったエリックは、予言者フレイヤに会いに行く。フレイヤから人々の争いによって世界が滅亡すると聞かされたエリックは、“神々の黄昏”を終わらせ、平和を取り戻すため、神を目覚めさせようと考える。
エリックは仲間と共に神殿バルハラを目指し、一路旅立つ。様々な困難を乗り越えてバルハラへの入口にあたるハイブラジルに辿り着いたエリックは、神々を呼び覚ます力を持つ魔法のホルンを手に入れ、ハイブラジル国の王女オードの協力を得て、バルハラへと向かう。

## キャスト
- エリック - ティム・ロビンス
- オード - イモジェン・スタッブス
- ハーフダン - ジョン・クリーズ
- エリックの祖父 - ミッキー・ルーニー
- ハラルド - フレディ・ジョーンズ
- フレイヤ - アーサー・キット
- アーネスト - ジム・ブロードベント
- スヴェン - ティム・マッキナニー
- スレイブマスター - 関根勤
- イヴァル - ジョン・ゴードン・シンクレア
- ジェニファー - ジム・カーター
- サングブランド - グレアム・マクタヴィッシュ
- ヘルガ - サマンサ・ボンド
- ハイブラジルの王 - テリー・ジョーンズ